# 37 Seconds
37 Seconds (37セカンズ - 37 Sekanzu) è un film del 2019 diretto da Hikari.
Le difficoltà personali di una ragazza affetta da handicap sono interpretate da Mei Kayama, attrice esordiente effettivamente portatrice degli handicap che caratterizzano la protagonista.
La pellicola è stata presentata nella sezione Panorama del Festival di Berlino 2019, dove ha vinto il Premio del pubblico.

## Trama
Yuma Takada, a 23 anni, è una ragazza che dipende dalla madre con cui vive in un appartamento a Tokyo. A causa di una paralisi cerebrale infantile è costretta su una sedia a rotelle ma il suo handicap le permette comunque di avere un controllo completo delle dita, tanto che è un'eccellente disegnatrice. I manga che realizza riscuotono grande successo ma il merito va tutto all'amica youtuber Sayaka per la quale lavora e che passa per esserne l'autrice.
Stanca di stare all'ombra di una ragazza che non merita i riconoscimenti e la popolarità che ha ottenuto, Yuma, di nascosto dalla madre, si propone a degli editori, trovando riposta solo da una casa che realizza manga dall'esplicito contenuto sessuale. Preparata una breve storia di fantascienza erotica, Yuma si presenta all'editrice Fujimoto che apprezza il suo lavoro ma nota che dietro le ottime tavole c'è un'autrice priva di esperienza personale. La stessa, consiglia dunque a Yuma di tornare dopo aver maturato un bagaglio personale in termini di rapporti sessuali.
Yuma è come illuminata da questo suggerimento e, all'insaputa di sua madre, dapprima si iscrive ad un sito di incontri, quindi ingaggia un gigolò sia per rispondere a pulsioni personali che per acquisire esperienze che le diano modo di migliorare professionalmente. Le esperienze, per altro piuttosto fallimentari, le permettono comunque di conoscere Mai, una prostituta che è vicina al mondo dell'handicap e che la prende a cuore.
Yuma frequenta sempre più Mai, il suo amico Toshi, e altri amici di questi, e sempre meno Sayaka. Questo fin quando non se ne accorge la madre che rimprovera la figlia, una sera in cui torna a casa tardi e per di più ubriaca. Yuma allora accusa la madre di soffocarla con troppe attenzioni e anche di essere la responsabile del fatto che lei non abbia un padre, avendo questi lasciato la famiglia quando lei era molto piccola.
Sfuggita alle restrizioni della madre, Yuma chiede allora a Mai di aiutarla a trovare suo padre, del quale conserva solo una vecchia cartolina e un indirizzo. La donna, occupata, la affida a Toshi, che accompagna la ragazza in un'amena casa al mare. Qui c'è un uomo, ma è suo zio, non suo padre, morto cinque anni prima. Dallo zio però Yuma scopre di avere una sorella gemella, Yuka, che ora fa l'insegnante in Thailandia. Con Toshi, Yuma vola fino a raggiungere la sorella che non ha mai conosciuto. Yuka svela a Yuma che lei ha sempre saputo della sua esistenza e che ora vorrà recuperare il tempo perduto e, finalmente, conoscere sua madre.
Al ritorno a casa, Yuma è accolta inizialmente con freddezza dalla madre che però si scioglie nel momento in cui capisce che Yuma era scappata di casa per fare i conti con il passato e che ha riscoperto una sorella che ora vuole incontrare sua madre.
Proposta all'editrice Fujimoto una storia non erotica, stavolta Yuma, più sicura di sé, riceve una risposta positiva. Il suo valore è indubbio e la ragazza è pronta ad entrare nel mondo dei manga come autrice, senza compromessi o intermediazioni.